# Юхтин, Геннадий Гаврилович
Ге́ний (Генна́дий) Гаври́лович Юхти́н (30 марта 1932, Чубовка, Средневолжский край, СССР — 18 февраля 2022, Москва, Россия) — советский и российский актёр; народный артист Российской Федерации (1994).
Среди работ, по которым актёр стал наиболее известен, значатся такие кинофильмы как «Дело Румянцева» (1955), «Чужая родня» (1955), «Весна на Заречной улице» (1956), «Баллада о солдате» (1959), «Акваланги на дне» (1966), «Неуловимые мстители» (1966), «Братья Карамазовы» (1969), «О друзьях-товарищах» (1970) и многие другие.

## Биография

#### Ранние годы
Родился 30 марта 1932 года в селе Чубовка (Средневолжский край (позже — Куйбышевская область)), в семье молодых коммунистов, давшие детям имена, характерные для первых послереволюционных десятилетий — Идея и Гений. Очень рано мальчик и его сестра осиротели: мама — Раиса Михайловна, погибла на фронте; отец — Гаврила Васильевич, местный политрук, умер от фронтовых ран.
Геннадий попал в специальный детский дом для детей погибших офицеров армии и флота. Детский дом располагался в бывшем барском имении Спасское в Воскресенском районе Московской области. В дальнейшем, оказался уже в другом детском доме в Поволжье; тогда же, воспитательница и посоветовала ему поступать во ВГИК, хотя, после школы планировал поступать в военное училище.
После окончания школы с первого раза поступил во ВГИК. В 1955 году окончил вуз (курс Ольги Пыжовой и Бориса Бибикова). Вместе с ним на одном курсе учились Руфина Нифонтова, Изольда Извицкая, Татьяна Конюхова, Надежда Румянцева, Майя Булгакова и другие.

#### Карьера
Дебютом в кино стала роль бывшего детдомовца, шофёра Евдокимова в художественном фильме «Дело Румянцева» (1955).
С 1955 года — актёр, с 2019 года — состоял в труппе Театра-студии киноактёра. В 1977 году вступил в КПСС.
Автор книг «Вокруг да около кино» (1997) и «Вокруг кино» (2007).
Всего за долгие годы творческой деятельности сыграл более ста пятидесяти ролей в фильмах и телесериалах.

#### Семья
Жена — Лидия Юхтина, окончила Плехановский институт. Детей в браке не было.

#### Болезнь и смерть
Заболел коронавирусом 27 января 2022 года, спустя несколько дней был госпитализирован в тяжёлом состоянии. После того, как состояние стабилизировалось, по его личной просьбе выписали из больницы. 15 февраля стало известно, что актёр повторно заболел и находится в реанимации 40-й городской больницы в Коммунарке.
Скончался 18 февраля 2022 года на 90-м году жизни в Москве, из-за осложнений, вызванных коронавирусом. Церемония прощания состоялась 22 февраля 2022 года в ритуальном зале Центральной клинической больницы. Похоронен на Троекуровском кладбище в Москве.

## Творчество

### Фильмография
| Год  |     | Название                                                     | Роль                                            |
| ---- | --- | ------------------------------------------------------------ | ----------------------------------------------- |
| 1955 | ф   | Чужая родня                                                  | Вася, гармонист                                 |
| 1955 | ф   | Дело Румянцева                                               | шофёр Евдокимов                                 |
| 1956 | ф   | Весна на Заречной улице                                      | инженер Крушенков                               |
| 1956 | ф   | Мальва                                                       | Серёжка                                         |
| 1956 | ф   | Тайна вечной ночи                                            | эпизод (нет в титрах)                           |
| 1957 | ф   | Рассказы о Ленине                                            | солдат Фёдор Мухин                              |
| 1957 | ф   | Гори моя звезда                                              | Длинный, шахтёр                                 |
| 1957 | кор | Телеграмма                                                   | Тимофеев, скульптор                             |
| 1958 | ф   | Юность наших отцов                                           | Метелица                                        |
| 1958 | ф   | На дорогах войны                                             | повар                                           |
| 1959 | ф   | Баллада о солдате                                            | Серёжа Павлов                                   |
| 1960 | ф   | Пять дней, пять ночей                                        | солдат Строков                                  |
| 1960 | ф   | Воскресение                                                  | Набатов, политзаключённый (нет в титрах)        |
| 1961 | ф   | Алые паруса                                                  | угольщик                                        |
| 1961 | ф   | Двенадцать спутников                                         | Ромашкин                                        |
| 1962 | ф   | Третий тайм                                                  | вратарь Дугин                                   |
| 1962 | ф   | Увольнение на берег                                          | Василий Иванович, бывший моряк                  |
| 1962 | ф   | Монета                                                       | шофёр                                           |
| 1963 | ф   | Последний хлеб                                               | Лопаткин                                        |
| 1963 | ф   | Трое суток после бессмертия                                  | Сеня Колышкин                                   |
| 1963 | ф   | Человек, который сомневается                                 | Никифоров                                       |
| 1963 | ф   | Это случилось в милиции                                      | Геннадий Бубенцов, жених на свадьбе             |
| 1963 | ф   | Юнга со шхуны «Колумб»                                       | рыжебородый                                     |
| 1964 | ф   | Наш честный хлеб                                             | Фёдор                                           |
| 1964 | ф   | Жаворонок                                                    | танкист Пётр                                    |
| 1964 | ф   | Фро                                                          | Фёдор Сурков, муж Фроси                         |
| 1964 | ф   | Хоккеисты                                                    | Кудрич                                          |
| 1964 | ф   | До свидания, мальчики!                                       | матрос с «Посейдона»                            |
| 1965 | ф   | Гибель эскадры                                               | Фрегат                                          |
| 1965 | ф   | Комэск                                                       | Максим, пилот                                   |
| 1965 | ф   | Ленин в Польше                                               | Фёдор Самойлов, российский революционер         |
| 1965 | ф   | Хочу верить                                                  | Кирилл, гость Гали Наливайко                    |
| 1966 | ф   | Акваланги на дне                                             | связник иностранной разведки                    |
| 1966 | ф   | Туннель                                                      | капитан Дронов                                  |
| 1966 | ф   | Неуловимые мстители                                          | Игнат                                           |
| 1966 | ф   | А теперь суди…                                               | Макар                                           |
| 1967 | ф   | Путь в «Сатурн»                                              | Иван Суконцев                                   |
| 1967 | ф   | Николай Бауман                                               | Кудряшов, рабочий                               |
| 1967 | ф   | Конец «Сатурна»                                              | Иван Суконцев                                   |
| 1967 | ф   | Туманность Андромеды                                         | Эон Тал, член экипажа звездолёта «Тантра»       |
| 1967 | ф   | Анютина дорога                                               | отец Анюты                                      |
| 1968 | ф   | Мёртвый сезон                                                | Муравьёв                                        |
| 1968 | ф   | Гроза над Белой                                              | Абалов                                          |
| 1968 | ф   | Далеко на западе                                             | Сергеев                                         |
| 1968 | ф   | Ошибка резидента                                             | лейтенант Егоров, участковый милиционер         |
| 1968 | ф   | Любовь Серафима Фролова                                      | Роман                                           |
| 1969 | ф   | Братья Карамазовы                                            | отец Иосиф                                      |
| 1969 | ф   | Берег юности                                                 | Павлов                                          |
| 1969 | ф   | На пути к Ленину                                             | лётчик                                          |
| 1969 | ф   | Почтовый роман                                               | батумский чекист Дыбченко                       |
| 1970 | ф   | О друзьях-товарищах                                          | анархист Виктор Пшенников, «Пшено»              |
| 1970 | ф   | Кремлёвские куранты                                          | рабочий                                         |
| 1970 | ф   | Поезд в завтрашний день                                      | Яковлев                                         |
| 1970 | ф   | Море в огне                                                  | Даревич                                         |
| 1970 | ф   | Посланники вечности                                          | Долматов                                        |
| 1971 | ф   | Полонез Огинского                                            | Максим, партизан-подрывник                      |
| 1971 | ф   | Слушайте на той стороне                                      | Степан Глушков, водитель, старшина-сверхсрочник |
| 1971 | ф   | У нас на заводе                                              | Горобец                                         |
| 1972 | ф   | Петерс                                                       | Попов                                           |
| 1972 | ф   | За всё в ответе                                              | Алексей Васильевич Копылов, геолог в Якутии     |
| 1972 | ф   | Инженер Прончатов                                            | Жора Чаусов                                     |
| 1973 | ф   | Возвращение скрипки                                          | Захарченко                                      |
| 1973 | ф   | Два дня тревоги                                              | Илья Борисович                                  |
| 1973 | ф   | Друзья мои (киноальманах, новелла «Тихоход»)                 | Егорыч, ветеринар                               |
| 1973 | ф   | Эта весёлая планета                                          | Буратино                                        |
| 1974 | ф   | Океан                                                        | Василий Иванович Туман, старпом                 |
| 1974 | ф   | Земляки                                                      | Девятов                                         |
| 1975 | ф   | Обретёшь в бою                                               | Харитонов                                       |
| 1975 | ф   | В ожидании чуда                                              | отец Саши                                       |
| 1975 | ф   | Соколово                                                     | раненый старший лейтенант                       |
| 1975 | ф   | Повторная свадьба                                            | секретарь горкома партии                        |
| 1975 | ф   | Пошехонская старина                                          | Федот Сергеевич, староста (нет в титрах)        |
| 1976 | ф   | Единственная дорога                                          | Цолерн, солдат-конвоир                          |
| 1976 | ф   | Жить по-своему                                               | Орлов                                           |
| 1976 | ф   | Огненное детство                                             | Илья                                            |
| 1977 | ф   | Иван и Коломбина                                             | Сударин                                         |
| 1977 | ф   | Пыль под солнцем                                             | Корней Семёныч Потапов, чекист из Симбирска     |
| 1978 | ф   | История с метранпажем                                        | Борис Рукосуев, врач                            |
| 1978 | ф   | Сибириада                                                    | Прокопий                                        |
| 1979 | ф   | Особо важное задание                                         | Анатолий Николаевич Петров, главный инженер     |
| 1979 | ф   | Выстрел в спину                                              | сотрудник ОБХСС                                 |
| 1980 | ф   | Частное лицо                                                 | Василий Степанович Алексеев, майор милиции      |
| 1981 | ф   | Чёрный треугольник                                           | Анатолий Фёдорович Глазуков                     |
| 1981 | ф   | Факты минувшего дня                                          | Беспятый                                        |
| 1982 | ф   | Остров сокровищ                                              | Израэль Хэндс                                   |
| 1982 | ф   | Человек, который закрыл город                                | майор Куркин                                    |
| 1983 | ф   | Семён Дежнёв                                                 | Коткин                                          |
| 1984 | ф   | Хроника одного лета                                          | Пётр Тихонович, главный редактор газеты         |
| 1984 | ф   | Первая Конная                                                | Грищук                                          |
| 1985 | ф   | Тайна золотой горы                                           | Корней                                          |
| 1986 | ф   | Михайло Ломоносов                                            | майор                                           |
| 1986 | ф   | Покушение на ГОЭЛРО                                          | Афанасий Матвеевич Мокин, кладовщик             |
| 1986 | ф   | Не имеющий чина                                              | старый рабочий                                  |
| 1987 | ф   | Импровизация на тему биографии                               | мастер                                          |
| 1989 | ф   | Лошади в океане                                              | Василий Степанович Павлов                       |
| 1990 | с   | Война на западном направлении                                | старший майор госбезопасности                   |
| 1991 | ф   | Дело Сухово-Кобылина                                         | слуга Фёдор                                     |
| 1991 | ф   | Чернобыль: Последнее предупреждение                          | человек в штатском                              |
| 1994 | с   | Петербургские тайны                                          | слуга Степан                                    |
| 1998 | с   | Развязка Петербургских тайн                                  | слуга Степан                                    |
| 2001 | ф   | Леди на день                                                 | граф Кудряшов-Зарасайский                       |
| 2003 | ф   | Тайны дворцовых переворотов                                  | Гавриил Головкин                                |
| 2002 | с   | Глаза Ольги Корж                                             | старик                                          |
| 2002 | ф   | Вовочка                                                      | Никодимыч, электромонтёр                        |
| 2003 | с   | Инструктор (фильм № 2, «Ищу бродягу»)                        | Сова                                            |
| 2003 | с   | Любовь без границ (Love Without Borders)                     | Фасельский                                      |
| 2004 | с   | Богатство                                                    | Иван Денисович Егоршин                          |
| 2004 | ф   | Апокриф: музыка для Петра и Павла                            | митрополит                                      |
| 2004 | с   | Ключи от бездны: Операция «Голем»                            | Захарыч (эпизод)                                |
| 2005 | ф   | Май                                                          | Михаил Иванович, ветеран ВОВ                    |
| 2006 | с   | Счастливы вместе                                             | старик-миллионер                                |
| 2006 | с   | Угон (серия № 13, «Охота на „хорька“»)                       | Семён Семёнович Сидельников                     |
| 2007 | с   | Закон и порядок: Преступный умысел-1 (фильм № 7, «Дон Жуан») | эпизод (нет в титрах)                           |
| 2008 | с   | Батюшка                                                      | дед Семён Петрович                              |
| 2008 | с   | Трое с площади Карронад                                      | Виктор Семёнович                                |
| 2008 | с   | Почтальон                                                    | Сергей Николаевич Дугин, ветеран                |
| 2009 | с   | Платина-2                                                    | Савельич, старый лесничий                       |
| 2009 | с   | Исаев                                                        | Тимоха                                          |
| 2009 | с   | Девичник                                                     | консьерж                                        |
| 2009 | с   | Вердикт                                                      | отец Леонид, священник                          |
| 2010 | с   | УГРО. Простые парни (3-й сезон)                              | Пётр Мартынович Полунин, отец Виктора           |
| 2011 | с   | Каменская-6 (фильм № 6, «Пружина для мышеловки»)             | Царьков, бывший следователь                     |
| 2012 | с   | Без срока давности (серия «Письма из прошлого»)              | Пётр Александрович Налимов                      |
| 2012 | с   | Инспектор Купер (фильм № 8, «Снежинка»)                      | Синельников                                     |
| 2013 | с   | Две зимы и три лета                                          | Софрон Мудрый                                   |
| 2013 | ф   | Особенности национальной маршрутки                           | дед на остановке (эпизод)                       |
| 2014 | ф   | Как развести миллионера                                      | дед                                             |
| 2014 | с   | Ералаш (выпуск № 287, «Загадай желание!»)                    | дедушка                                         |
| 2015 | с   | Молодёжка-3                                                  | Тимофей Иванович, ветеран ВОВ                   |
| 2016 | кор | Блокада                                                      | Лев Иванович                                    |
| 2018 | с   | Хор                                                          | профессор                                       |

### Роли в театре
Театр-студия киноактёра
- «Всё о Еве» М. Орр[англ.] и Р. Дэнема — Ллойд Робертс
- «Последняя ставка» Ф. Ваграмова и Н. Петрашевича — Фердинанд Бревен
- «Морозко» (по мотивам русских народных сказок) — Старик
- «Волшебная туфелька Золушки» по пьесе Е. Шварца — Лесник, отец Золушки
- «Чайка» А. П. Чехова  — Сорин
- «Веер леди Уиндермир» по О. Уайльду — лорд Огастус

## Награды и звания
- Заслуженный артист РСФСР (31 декабря 1976) — за заслуги в области советского киноискусства[21][10]
- Народный артист Российской Федерации (11 апреля 1994) — за большие заслуги в области киноискусства[22]
- орден «За заслуги перед Отечеством» IV степени (29 сентября 2008) — за большой вклад в развитие отечественного кинематографического и театрального искусства, многолетнюю творческую деятельность[23]